# Бро, Грегори
Грегори Джон «Грег» Бро (англ. Gregory John "Greg" Brough; 26 марта 1951, Сёрферс-Парадайз, Квинсленд, Австралия — 9 марта 2014) — австралийский пловец, бронзовый призёр летних Олимпийских игр в Мехико (1968).

## Спортивная карьера
Начал заниматься плаванием под руководством своего отца Невилла, в 25-метровом бассейне в Мермейд-Бич. Первоначально это был один из видов терапии от перенесенной стафилококковой пневмонии. Когда ему было 12 лет, во время школьных каникул он уезжал в Сидней, чтобы тренироваться у Фрэнка Гатри, тренера Lorraine Crapp. В 1966 г. его наставником стал Дон Толбот, под руководством которого он и добился наибольших достижений.
Известный австралийский пловец вольным стилем на рубеже 1960-х и 1970-х гг. Пловец был 19-кратным чемпионом штата Квинсленд и пятикратным чемпионом Австралии, установив один национальный и 30 рекордов штата. Также завоевывал титулы в сёрфинге.
На летних Олимпийских играх в Мехико (1968) завоевал бронзовую медаль на дистанции 1500 м. В заплыве на 400 м занял четвёртое место. На Играх Содружества в Эдинбурге (1970) выиграл бронзу на дистанции 400 м и был четвёртым на 1500 м.